# Distrito de Cachimayo
El distrito de Cachimayo es uno de los 8 distritos de la provincia de Anta, ubicada en el departamento de Cusco,  bajo la administración el Gobierno regional del Cuzco, en el Perú.
La provincia de Cachimayo desde el punto de vista de la jerarquía eclesiástica está comprendida en la Arquidiócesis del Cusco.

## Historia
Oficialmente, el distrito de Cachimayo fue creado el 15 de mayo de 1970, mediante el Decreto Ley N° 18276, dado en el gobierno del Presidente Juan Velasco Alvarado.

## Geografía
La capital es el poblado de Cachimayo, situado a 3 423 m s. n. m.

## Autoridades

### Municipales
- 2023-2026
  - Alcalde: Ing. Ladislao Quispe Choque, del Movimiento Regional Inka Pachakuteq.
  - Regidores:

  1. CPCC Charle Claudio Olivera Quispe (Movimiento Regional Inka Pachakuteq)
  2. Sra Luisa Levita Quispe (Movimiento Regional Inka Pachakuteq)
  3. Pof.David Latorre Rojas(Movimiento Regional Inka Pachakuteq)
  4. Bach.Sonia Lucana Condori (Movimiento Regional Inka Pachakuteq)
  5. Jonathan B. Aucca Saire (Peru Libre)

Alcaldes anteriores
- 2015-2018:[3] Cirilo Quispe La Torre, del Partido Político Tierra y Libertad (tyl).
- 2007-2010: Cirilo Quispe La Torre.

### Policiales
- Comisario: SUBOFICIAL SUPERIOR PNP JULIO CESAR LOAYZA CAVERO

## Festividades
- Virgen del Rosario.
- 3 de mayo fiesta de la cruz
- señor de Qoylloriti

## Deportes

### Fútbol
| Clubes de fútbol   |                     |                        |           |
| Equipo             | Fundación           | Estadio                | Liga      |
| Real JMA Cachimayo | 26 de julio de 1990 | Municipal de Cachimayo | Copa Perú |